# София Померанская
София Померанская (пол. Zofia pomorska; 1 января 1498, Штеттин — 13 мая 1568, Шлезвиг, Шлезвиг-Гольштейн) — принцесса Померанская, королева Дании и Норвегии, герцогиня Шлезвиг-Гольштейн-Готторпская.

## Биография
София — старшая дочь герцога Померании Богуслава X Великого и принцессы Анны Ягеллонки, дочери короля Польши Казимира IV.
9 октября 1518 года в Шлезвиге София вышла замуж за вдовствовавшего датского короля Фредерика I, четвёртого сына короля Дании Кристиана I и Доротеи Бранденбургской. Коронация Софии в датские королевы состоялась 13 августа 1525 года в Копенгагене. София умерла в 1568 году и была похоронена в соборе Шлезвига.

## Потомки
- Иоганн (1521—1580), герцог Шлезвиг-Гольштейн-Хадерслевский
- Елизавета (1524—1586), замужем за герцогом Магнусом III Мекленбург-Шверинским, затем за герцогом Ульрихом Мекленбург-Гюстровским
- Адольф (1526—1586), герцог Шлезвиг-Гольштейн-Готторпский, женат на Кристине Гессенской
- Анна (1527—1535)
- Доротея (1528—1575), замужем за герцогом Кристофом Мекленбургским
- Фредерик (1532—1556), епископ Гильдесгеймский и Шлезвигский